# Neolophonotus
Neolophonotus är ett släkte av tvåvingar. Neolophonotus ingår i familjen rovflugor.

## Dottertaxa tillNeolophonotus, i alfabetisk ordning[1]
- Neolophonotus abuntius
- Neolophonotus acrolophus
- Neolophonotus acrophilia
- Neolophonotus acuminatus
- Neolophonotus agrestis
- Neolophonotus aktites
- Neolophonotus albibarbis
- Neolophonotus albiciliatus
- Neolophonotus albion
- Neolophonotus albofasciatus
- Neolophonotus albopilosus
- Neolophonotus albus
- Neolophonotus algidus
- Neolophonotus amazanenes
- Neolophonotus amnoni
- Neolophonotus amplus
- Neolophonotus anatolicus
- Neolophonotus angola
- Neolophonotus anguicolis
- Neolophonotus angustibarbus
- Neolophonotus annae
- Neolophonotus annettae
- Neolophonotus anomalus
- Neolophonotus antidasophrys
- Neolophonotus aphellas
- Neolophonotus arboreus
- Neolophonotus argyphus
- Neolophonotus arno
- Neolophonotus atopus
- Neolophonotus atrox
- Neolophonotus attenuatus
- Neolophonotus aureolocus
- Neolophonotus ausensis
- Neolophonotus avus
- Neolophonotus baeoura
- Neolophonotus bamptoni
- Neolophonotus bezzii
- Neolophonotus bicuspis
- Neolophonotus bigoti
- Neolophonotus bimaculatus
- Neolophonotus boa
- Neolophonotus botswana
- Neolophonotus braunsi
- Neolophonotus brendani
- Neolophonotus breonii
- Neolophonotus brevicauda
- Neolophonotus bromleyi
- Neolophonotus brunales
- Neolophonotus carnifex
- Neolophonotus carorum
- Neolophonotus chaineyi
- Neolophonotus chalcogaster
- Neolophonotus chrysopylus
- Neolophonotus chubbii
- Neolophonotus circus
- Neolophonotus clavulus
- Neolophonotus coetzeei
- Neolophonotus colubris
- Neolophonotus comatus
- Neolophonotus congoensis
- Neolophonotus coronatus
- Neolophonotus costatus
- Neolophonotus crassicolis
- Neolophonotus crassifemoralis
- Neolophonotus crenulatus
- Neolophonotus crinitus
- Neolophonotus cristatus
- Neolophonotus culinarius
- Neolophonotus cupreus
- Neolophonotus currani
- Neolophonotus cuthberstoni
- Neolophonotus cymbius
- Neolophonotus cynthiae
- Neolophonotus declivicauda
- Neolophonotus depilis
- Neolophonotus destructor
- Neolophonotus diana
- Neolophonotus dichaetus
- Neolophonotus dispar
- Neolophonotus dolabratus
- Neolophonotus dondoensis
- Neolophonotus dubius
- Neolophonotus dysmicus
- Neolophonotus efflatouni
- Neolophonotus elgon
- Neolophonotus ellenbergeri
- Neolophonotus engeli
- Neolophonotus ensiculus
- Neolophonotus expandocolis
- Neolophonotus feijeni
- Neolophonotus fimbriatus
- Neolophonotus flavibarbis
- Neolophonotus flavopilosus
- Neolophonotus floccus
- Neolophonotus forcipatus
- Neolophonotus fumosus
- Neolophonotus furcatus
- Neolophonotus gemsbock
- Neolophonotus geniculatus
- Neolophonotus genitalis
- Neolophonotus gertrudae
- Neolophonotus gilvipilosus
- Neolophonotus gorongoza
- Neolophonotus gravicauda
- Neolophonotus grossus
- Neolophonotus haplotherates
- Neolophonotus hara
- Neolophonotus hermanni
- Neolophonotus hessei
- Neolophonotus hilaryae
- Neolophonotus hirtipes
- Neolophonotus hobbyi
- Neolophonotus holmi
- Neolophonotus holoxanthus
- Neolophonotus hulli
- Neolophonotus hymenotelus
- Neolophonotus incisuralis
- Neolophonotus indicus
- Neolophonotus io
- Neolophonotus iota
- Neolophonotus iranensis
- Neolophonotus irwini
- Neolophonotus jubatus
- Neolophonotus junodi
- Neolophonotus kalahari
- Neolophonotus karooensis
- Neolophonotus kerteszi
- Neolophonotus kolochaetes
- Neolophonotus ktenistus
- Neolophonotus labeonis
- Neolophonotus labocuneatus
- Neolophonotus lacustrinus
- Neolophonotus ladon
- Neolophonotus lasius
- Neolophonotus lawrencei
- Neolophonotus leechi
- Neolophonotus leoninus
- Neolophonotus leptostylus
- Neolophonotus leucodiadema
- Neolophonotus leucopygus
- Neolophonotus leucotaenia
- Neolophonotus leucothrix
- Neolophonotus lightfooti
- Neolophonotus lindneri
- Neolophonotus loewi
- Neolophonotus loganius
- Neolophonotus longicauda
- Neolophonotus louisi
- Neolophonotus macquarti
- Neolophonotus macrocercus
- Neolophonotus macromystax
- Neolophonotus macropterus
- Neolophonotus mafingaensis
- Neolophonotus malawi
- Neolophonotus mamathesiana
- Neolophonotus manselli
- Neolophonotus margaracta
- Neolophonotus marshalli
- Neolophonotus mediolocus
- Neolophonotus megaphallus
- Neolophonotus meiswinkeli
- Neolophonotus melanolophus
- Neolophonotus melanoura
- Neolophonotus melinus
- Neolophonotus membrana
- Neolophonotus membraneus
- Neolophonotus mesotopus
- Neolophonotus midas
- Neolophonotus milleri
- Neolophonotus milvus
- Neolophonotus minutus
- Neolophonotus mivatus
- Neolophonotus molestus
- Neolophonotus molitor
- Neolophonotus montanus
- Neolophonotus munroi
- Neolophonotus namaqua
- Neolophonotus namibiensis
- Neolophonotus nanus
- Neolophonotus natalensis
- Neolophonotus necator
- Neolophonotus nero
- Neolophonotus nigricans
- Neolophonotus nigripes
- Neolophonotus nigriseta
- Neolophonotus nisus
- Neolophonotus niveus
- Neolophonotus noas
- Neolophonotus nodus
- Neolophonotus notius
- Neolophonotus obtectocolis
- Neolophonotus obtusus
- Neolophonotus occesilitus
- Neolophonotus occidualis
- Neolophonotus ochrochaetus
- Neolophonotus oldroydi
- Neolophonotus orientalis
- Neolophonotus pachystylus
- Neolophonotus parvus
- Neolophonotus pegasus
- Neolophonotus pellitus
- Neolophonotus penrithae
- Neolophonotus percus
- Neolophonotus pilosus
- Neolophonotus pinheyi
- Neolophonotus pollex
- Neolophonotus porcellus
- Neolophonotus pulcher
- Neolophonotus pusillus
- Neolophonotus quickelbergei
- Neolophonotus ramus
- Neolophonotus rapax
- Neolophonotus raptor
- Neolophonotus raymondi
- Neolophonotus rhodesiensis
- Neolophonotus rhodesii
- Neolophonotus rhopalotus
- Neolophonotus roberti
- Neolophonotus robertsoni
- Neolophonotus robustus
- Neolophonotus rolandi
- Neolophonotus rossi
- Neolophonotus rudi
- Neolophonotus rufulus
- Neolophonotus rufus
- Neolophonotus salina
- Neolophonotus sanchorus
- Neolophonotus satanus
- Neolophonotus saxatilus
- Neolophonotus schalki
- Neolophonotus schoemani
- Neolophonotus schofieldi
- Neolophonotus setiventris
- Neolophonotus seymourae
- Neolophonotus sicarius
- Neolophonotus similis
- Neolophonotus sinis
- Neolophonotus sinuvena
- Neolophonotus somali
- Neolophonotus soutpanensis
- Neolophonotus spinicaudata
- Neolophonotus spiniventris
- Neolophonotus spinosus
- Neolophonotus spoliator
- Neolophonotus squamosus
- Neolophonotus stannus
- Neolophonotus stevensoni
- Neolophonotus struthaulon
- Neolophonotus stuckenbergi
- Neolophonotus suillus
- Neolophonotus swaensis
- Neolophonotus tanymedus
- Neolophonotus tarsalis
- Neolophonotus theroni
- Neolophonotus tibialis
- Neolophonotus torridus
- Neolophonotus transvaalensis
- Neolophonotus tribulosus
- Neolophonotus trilobius
- Neolophonotus truncatus
- Neolophonotus umbrivena
- Neolophonotus uncinus
- Neolophonotus unicalamus
- Neolophonotus ursinus
- Neolophonotus walkeri
- Neolophonotus vansoni
- Neolophonotus variabilis
- Neolophonotus variegatus
- Neolophonotus vermiculatus
- Neolophonotus wiedemanni
- Neolophonotus vincenti
- Neolophonotus virescens
- Neolophonotus wroughtoni
- Neolophonotus xanthodasus
- Neolophonotus xiphichaetus
- Neolophonotus zambiensis
- Neolophonotus zigzag
- Neolophonotus zimbabwe
- Neolophonotus zogreus
- Neolophonotus zopherus
- Neolophonotus zulu